# Alteckendorf
Alteckendorf is een gemeente in het Franse departement Bas-Rhin (regio Grand Est). De gemeente telde 858 inwoners op 1 januari 2022.
De plaats maakt deel uit van het kanton Bouxwiller en het arrondissement Saverne. Tot 1 januari 2015 was het deel van het kanton Hochfelden in het arrondissement Strasbourg-Campagne, die op die dag allebei werden opgeheven.

## Geografie
De oppervlakte van Alteckendorf bedroeg op 1 januari 2022 5,72 vierkante kilometer; de bevolkingsdichtheid was toen 150 inwoners per km². 

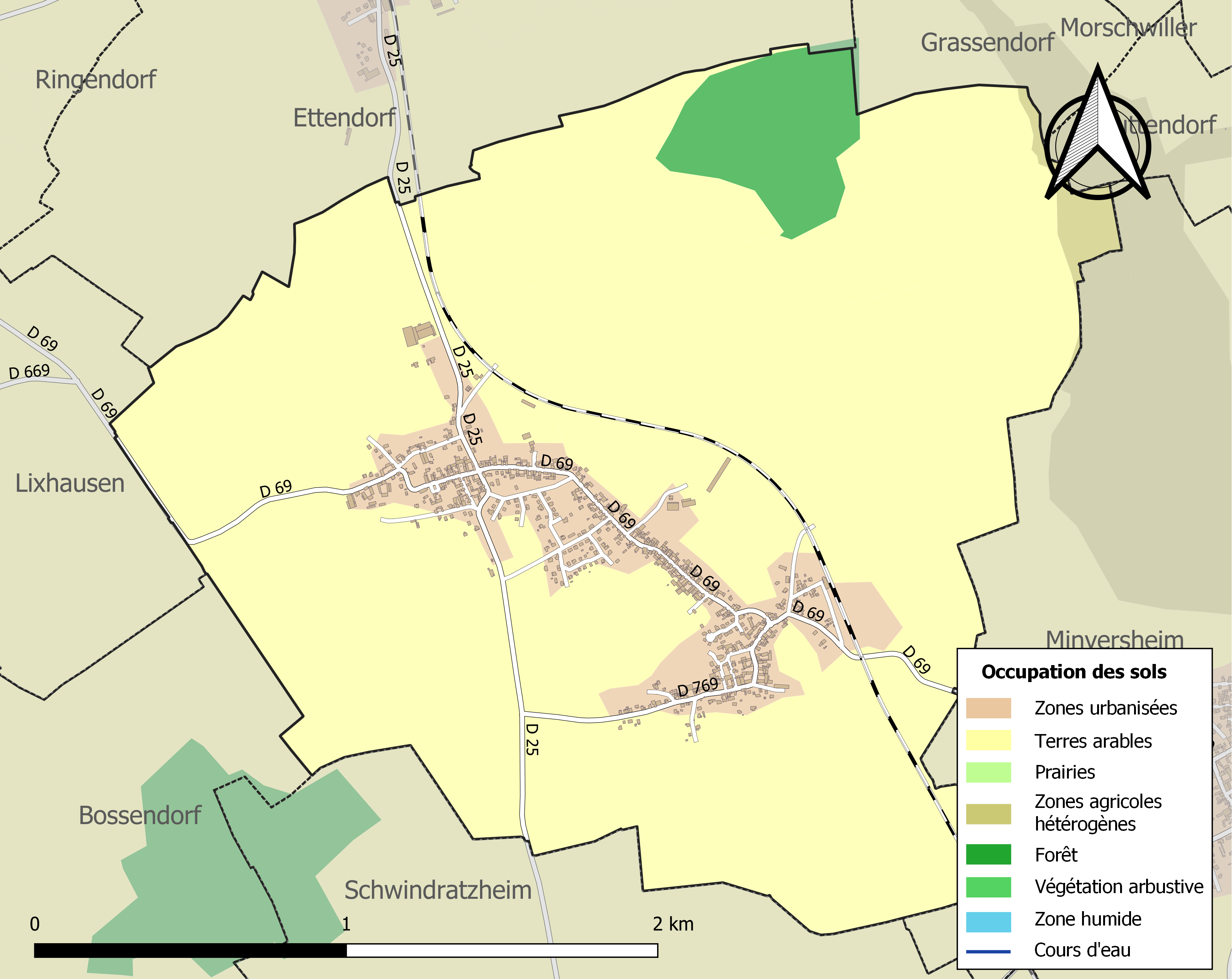
Kaart van de gemeente met de belangrijkste infrastructuur, bodemgebruik en omliggende gemeenten

## Demografie
Onderstaande figuur toont het verloop van het inwonertal (bron: INSEE-tellingen).